# Orgia Cartoon!! Special Edition
Orgia Cartoon!! Special Edition, pubblicato nel 2000, è una raccolta dei Gemboy.
Visto il successo dell'album originale del 1996, Orgia Cartoon!! viene ristampato in versione rimasterizzata; oltre ai dieci brani originari sono inclusi anche alcuni pezzi tratti da altri album più un inedito.

## Formazione
- Carlo Sagradini - voce
- Giacomo - tastiere
- Davide - chitarra
- Siro - basso
- Max - batteria

## Tracce
1. Orgia Cartoon
2. Teorema
3. Fatti un bidè
4. La piccola ferita
5. Se non succhi non sale
6. Motel
7. Lo vendo
8. Marijuana
9. Puttan tour
10. Il trenino
11. Vibrello
12. La tua scoria tra le dita
13. Albertone
14. Cinno nazionale
15. Ubriacone
16. Promosso a giugno
17. Numero atomico 88